# Giuseppe Carlotti
Giuseppe Carlotti (Roma, 11 maggio 1974) è uno scrittore e autore televisivo italiano.

## Biografia
Laureato in Giurisprudenza, ha conseguito specializzazioni in Marketing ed in Scienze della comunicazione.
Il suo primo romanzo Klito, pubblicato dall'editore Fazi, è una fotografia generazionale dell'odierna società metropolitana e consumistica che ha venduto oltre 25 000 copie in Italia e Svizzera.
Ha partecipato, in qualità di ospite ed opinionista, alle trasmissioni televisive Cronache Marziane, Buona Domenica, Tutte le mattine, Unomattina e Markette.
Nel 2005 la Radiotelevisione Svizzera RTSI gli ha dedicato uno speciale della trasmissione "microMACRO".
Dal 2005 al 2008 collabora con la RAI in qualità di autore e conduttore di programmi televisivi per il canale Rai Futura.
A partire dallo stesso anno collabora inoltre con il quotidiano Il Messaggero in qualità di opinionista.
Nel 2006  conduce, assieme a Gabriele La Porta, 10 puntate del programma televisivo RAI interamente dedicato alla storia della filosofia "Ti presento Sophia". Il programma è ideato dallo stesso Carlotti.
Nel 2007 risulta tra i consulenti esterni della trasmissione di RAI Uno "Sabato, Domenica &", condotto da Sonia Grey e Franco Di Mare.
Successivamente, Giuseppe Carlotti compare tra i collaboratori ai testi dei programmi di RAI Uno "I Raccomandati" ed "I Fuoriclasse", entrambi condotti da Carlo Conti.
Collabora inoltre, in qualità di autore testi, con il conduttore Enrico Silvestrin in occasione della Giornata Mondiale per la Lotta all'AIDS organizzata dal Ministero della Salute il 1º dicembre 2007.
Il 15 settembre 2007, per dimostrare la grande ignoranza "tutta italiana" nei confronti della letteratura in generale, Giuseppe Carlotti inscena la presentazione e relativa conferenza stampa di un fantomatico romanzo dal titolo "Non voglio essere toccato". Il romanzo in questione, che tuttora risulta "in catalogo", quindi acquistabile presso qualsiasi libreria italiana, in realtà non è mai stato scritto, ne stampato nemmeno in una copia. In proposito, Giuseppe Carlotti avrà occasione di dichiarare: "L'Italia è il paese i cui abitanti leggono meno romanzi di tutti gli altri cittadini d'Europa. Stampare un libro oppure non stamparlo è la stessa identica cosa: basta organizzare una conferenza stampa perché i mass media ne parlino, pur senza aver letto nemmeno una singola pagina."
Nello stesso anno viene stato citato tra i 5.062 nomi di italiani notevoli dal "Catalogo dei viventi 2007" a cura di Giorgio Dell'Arti e Massimo Parrini edito da Marsilio Editori.
Nel 2008 è ancora al fianco di Carlo Conti quale collaboratore ai testi per il quiz di RAI Uno "Alta tensione".
Dal 2006 al 2008 Giuseppe Carlotti cura una rubrica dedicata alla narrativa all'interno della rivista mensile "Firma", il magazine ufficiale del Diners Club Italia.
Nello stesso periodo collabora inoltre con il magazine mensile freepress "Look" in qualità di critico letterario e con la rivista dedicata ai giovani autori emergenti Veins magazine.
A partire da giugno 2008 è tornato in video al fianco di Gabriele La Porta in occasione di un talk show notturno in otto puntate interamente dedicato alla letteratura ed alla poesia, trasmesso da RAI Due.
Il 10 novembre 2008 è uscito nelle librerie il suo secondo romanzo "Non sono un bamboccione", edito da Fazi.
Dal 2009, assieme a Marco Travaglio, risulta tra i collaboratori della rivista La voce del ribelle diretta da Massimo Fini.
Nel 2011 pubblica per Edizioni Puky il libro "Unico Grande Amore. Storie di romanisti in trasferta." con introduzione scritta dall'ex calciatore Bruno Conti. Il libro fa parte di un progetto di beneficenza in collaborazione con l'Associazione "Contro il cancro con amore". Al libro partecipano il Presidente dell'Associazione Italiana Calciatori Damiano Tommasi, gli ex calciatori Antonio Tempestilli, Stefano Desideri ed Ubaldo Righetti oltre ad un vasto numero di tifosi celebri, tra i quali il Direttore de Il Fatto Quotidiano Antonio Padellaro e i conduttori radiofonici Mario Corsi e Carlo Zampa.
Nel 2013 è ideatore e autore della trasmissione televisiva di Sky Sport Più forza nella vita, condotta dall'ex campione olimpico Jury Chechi.
Dal 2018 è Direttore Marketing per tutti i canali intrattenimento di Fox Networks Group Italy.